# Ilha Sideia
A ilha Sideia é uma ilha no Arquipélago das Luisíadas, na província de Milne Bay, na Papua-Nova Guiné. Situa-se a leste da Nova Guiné.
Os primeiros europeus a ver a ilha Sideia terão sido os da expedição do navegador português ou espanhol Luís Vaz de Torres em 18 de julho de 1606. O seu navio El-Morata ancorou em Oba Bay no sudoeste da ilha e chamou-lhe Puerto San Francisco. Torres deu à ilha o nome de São Boaventura.
A população de 1890 hanitantes (2014) vive em 30 aldeias espalhadas pela ilha, sendo a principal Sideia. As outras são: Lamoasi, Mwalotakilili, Dumalawe, Paka, Gugui, Gadogadowa, Oba, Memeali, Kunubala, Gabutau, Makabweabweau, Nasauwai, Tabuara, Liliki, Kalu, Gotai, Wanahaua, Sekuku, Waiyau, Goteia, Kaula, Kubi, Boikalakalawa, Namoa, Dulaona, Balagatete, Tegerauna 